# Золотухи
Золоту́хи — село в Україні, у Оржицькій селищній громаді Лубенського району Полтавської області. Населення становить 477 осіб. До 2020 орган місцевого самоврядування — Золотухинська сільська рада.

## Географія
Село Золотухи знаходиться на лівому березі річки Оржиця, вище за течією на відстані 5 км розташоване село Савинці, нижче за течією на відстані 2 км розташоване село Маяківка, на протилежному березі — село Денисівка.

## Історія
Перша письмова згадка  датується 1620 роком, населений пункт згадується як хутір.                            
  Село засноване  в першій половині XVII століття і належало Переяславському староству.
  Першим поселенцем був якийсь Золотар, тому і село стало зватися Золотухи.
  Спочатку це був хутір князя Вишневецького, а  в 1654 році — село Яблунівської сотні  Лубенського полку.  
  1730 року в Золотухах було вже 36 дворів, а через півсотні літ стало 152 хати козаків і посполитих. Частина їх була в залежності від колезького радника О.Туманського. 1774 року в селі була побудована Михайлівська церква, а в 1876 році на її місці було зведено нову.
  За переказами старожилів школа почала працювати в 1875—1877 рр. До того часу освіту одержували  у дяка. Школа в селі вперше згадується в друкованих матеріалах 1901 року, як земська школа.
    Навкруг Золотух розкидані хутори: Тарасенків(8 хат), Норки, Зайців, Пашків, могили: Гусятина, Лубенська, Міська, Хмелева.
  В 1929 році створено колективне господарство «Червоний шлях» в нього ввійшло 17 господарств, а восени цього року прийнято ще 10 господарств. В 1930—1931 рр майже всі селяни об'єднались в колгосп «Червоний шлях». Першим головою колгоспу був Реута Павло Якович.
Напередодні Великої Вітчизняної війни в селі Золотухи була семирічна школа, поштове відділення зв'язку, колгоспний родильний будинок, сільський клуб у бувшому церковному приміщенні (церква припинила існування в 1933 році). В часи фашистської окупації (17.09.1941-20.09.1943) німці розстріляли 9 золотухівчан, 105 вивезли в Німеччину, 121 житель не повернувся з війни.
 В післявоєнні роки в господарстві проводилось широке будівництво господарських, житлових і культурно-побутових приміщень. Всього побудовано 7 корівників і телятників, 12 свинарників, 7 складських приміщень, 32 жилих будинки, будинок культури, приміщення сільмагу, їдальню, пекарню, баню, механічну майстерню, дитячі ясла, медичний пункт, нафтосклад, механізовану кормокухню і водонапірні башти з насосними станціями, прокладено 12 км водопроводу, побудовано електростанцію, стайню.
12 червня 2020 року, відповідно до розпорядження Кабінету Міністрів України № 721-р «Про визначення адміністративних центрів та затвердження територій територіальних громад Полтавської області», село увійшло до складу Оржицької селищної громади.
19 липня 2020 року, в результаті адміністративно - територіальної реформи та ліквідації  Оржицького району, село увійшло до складу новоутвореного Полтавського району.

## Політика

### Парламентські вибори, 2019
На позачергових парламентських виборах 2019 року у селі функціонувала окрема виборча дільниця № 530661, розташована у приміщенні сільської ради.
Результати
- зареєстровано 303 виборці, явка 60,73%, найбільше голосів віддано за «Слугу народу» — 38,04%, за Всеукраїнське об'єднання «Батьківщина» — 21,20%, за Радикальну партію Олега Ляшка — 14,67%.[5] В одномандатному окрузі найбільше голосів отримав Олексій Баганець (Всеукраїнське об'єднання «Батьківщина») — 21,14%, за Фахраддіна Мухтарова (самовисування) — 20,00%, за Анастасію Ляшенко (Слуга народу) — 16,57%[6].

## Економіка
- Молочно-товарна ферма.
- Тракторна бригада.

## Об'єкти соціальної сфери
- Клуб.
- Кафе.
- 2 магазини.
- Медично-акушерський пункт.
- Школа.
- Дитячий садочок.
- Сільська рада.

## Люди
В селі народився Реута Олександр Васильович (1912—1983) — український радянський графік.